# زيجاد سافراكي
زيجاد سافراكي (بالبوسنية: Zijad Švrakić؛ مواليد 21 سبتمبر 1960)، والمعروف أيضًا باسم زيا يلديز بعد حصوله على الجنسية التركية هو لاعب كرة قدم ومدير فني بوسني سابق. بصفته عضوًا في نادي سراييفو الذي فاز بالدوري اليوغوسلافي الدرجة الأولى عام 1985، كان معروفًا بسرعته وقدرته على المراوغة. بعد مغادرة وطنه، أمضى سبع سنوات يلعب بشكل احترافي في تركيا، حيث مثّل أضنة دمير سبور، وغلطة سراي، وأنقرة غوجو وكارسياكا. واختتم مسيرته الكروية مع نادي رباط أياكس في الدوري المالطي الممتاز.
مثّل يوغوسلافيا والبوسنة والهرسك دوليا.

## المسيرة كلاعب
وُلد سافراكي سراييفو، وتدرّج في الفئات السنية لنادي سراييفو قبل أن يوقع أول عقد احترافي له في عام 1979، ليرث في النهاية القميص رقم 7 الذي كان يرتديه أسطورة النادي سافيت سوشيتش.
في موسمه الأول، شارك في حصول النادي على مركز الوصافة في الدوري،، على الرغم من أنه لم يلعب الكثير من الدقائق، إذ تجاهله الجهاز الفني الذي فضّل إشراك لاعبين أكثر خبرة. مع رحيل عدد كبير من اللاعبين بعد موسم 1982–83، قررت إدارة النادي بناء فريق جديد من الشباب الذين نشأوا في الفئات السنية. ساعدت مهارة سافراكي الفريق الشاب في النهاية على الفوز الدوري اليوغوسلافي الدرجة الأولى عام 1985، ليصبح ثاني فريق من نادي سراييفو يحقق ذلك.
في عام 1987، انضم إلى نادي أضنة دمير سبور في الدوري التركي الممتاز، ومثّله في الموسمين التاليين، وساعد الفريق على تجنب الهبوط بتسجيله 42 هدفًا في 86 مباراة. في صيف عام 1989، انتقل إلى نادي غلطة سراي التركي مقابل رقم قياسي آنذاك بلغ 800،000 مارك ألماني، ليواصل اللعب في النهاية لصالح أنقرة غوجو وكارسياكا، وأصبح قائدًا للأخير، وبالتالي أصبح ثاني قائد مولود في الخارج في تاريخ الدوري التركي الممتاز.
أمضى سافراكي موسمين آخرين في الدوري المالطي الممتاز مع رباط أياكس قبل اعتزاله في عام 1996 في سن 36 عامًا.

## المسيرة الدولية
لعب أول مباراة دولية له مع يوغوسلافيا في عام 1983، حيث دخل كبديل في الدقيقة 70 في مباراة ودية ضد ألمانيا الغربية، وتمكن من إحراز هدف في أول ظهور له. بعد إدراجه في قائمة المنتخب الأولمبي اليوغوسلافي لدورة الألعاب الأولمبية الصيفية لعام 1984، اضطر إلى الانسحاب بعد تعرضه لإصابة مروعة في الركبة أثناء جولة في ليبيا مع نادي إف كي سراييفو. بين عامي 1992 و1994، أثناء حرب البوسنة، مثل البوسنة والهرسك دوليًا، على الرغم من أن الاتحاد البوسني لكرة القدم لم يكن معترفًا به رسميًا خلال معظم فترة لعبه الدولية، ولم يشارك الفريق إلا في مباريات خيريّة بهدف حشد الدعم والمساعدة للدولة المستقلة حديثًا.

## المسيرة التدريبية
بدأ سافراكي مسيرته الإدارية كلاعب ومدير فني مؤقت مع نادي رباط أياكس عام 1994، وفي النهاية تولى قيادة الفريق وإدارته لمدة سبعة مواسم أخرى. في صيف عام 2001، تم تعيين سافراكي مديرًا لفريق الفريانة الذي قاده للموسمين التاليين، وبعد ذلك عاد إلى موطنه البوسنة والهرسك وقاد أكاديمية الشباب في نادي سراييفو.
في عام 2006، تم تعيينه مديرًا فنيًّا لنادي الجهراء الكويت الذي صعد معه إلى الدرجة الأولى ووصل إلى نهائي كأس ولي العهد الكويتي، وحصل في النهاية على الميدالية الفضية. في عام 2010، دّرب نادي السالمية، واستمر في إدارة الفريق لمدة موسم. في عام 2012، تم تعيينه مديرًا فنيًّا لنادي السيب الدوري العماني والذي حافظ على بقاؤه في الدرجة الأولى. في صيف عام 2014، تم تعيين سافراكي مديرًا فنيًّا لنادي صور في دوري الدوري العماني وقاد الفريق إلى المركز الثاني في موسمه الأول في النادي. في 29 أغسطس 2016، تم تعيين سافراكي مساعدًا للمدير الفني لنادي سراييفو.
اعتبارًا من عام 2022، كان سافراكي مستشارًا متطوعًا زائرًا لنادي بي جي إيليت إف سي، وهي أكاديمية شبابية مرموقة أسسها مهاجرون بوسنيون في بولينج جرين، كنتاكي. علاوة على ذلك، كان سافراكي عضوًا استشاريًا في مؤسسة يو إس سوكر إديوكيشن، ومقرها دنفر، منذ عام 2021.

## الإنجازات

### كلاعب
سراييفو
- الدوري اليوغوسلافي الدرجة الأولى: 1984–85

أنقرة غوجو
كأس المستشار: 1990–91
كارسياكا
الدوري التنزاني الثاني: 1991–92
الفردية
- فريق العام في الدوري اليوغوسلافي الدرجة الأولى: 1983–84
- فريق العام في الدوري التركي الممتاز: 1987–88
- لاعب الشهر في الدوري التركي الممتاز: 1987–88، 1988–89، 1990–91
- أضنة دمير سبور أفضل لاعب أجنبي في تاريخ النادي: 2016

## وصلات خارجية
لا توجد روابط لمواقع التواصل الاجتماعي.

- Zijad Švrakić على موقع اتحاد تركيا (لاعب) (الإنجليزية)
- Zijad Švrakić على موقع قاعدة بيانات كرة القدم.إي يو (الإنجليزية)
- TFF profile (بالتركية)